# 巴維爾足球會
巴維爾足球會（Barwell Football Club）是一支位於英格蘭李斯特郡巴維爾的職業足球會，目前於英格蘭足球南部聯賽（超聯組中）角逐。

## 外部連結
- Club website （页面存档备份，存于）